# Museo Nacional de Bellas Artes de Argel
El Museo Nacional de Bellas Artes de Argel (en árabe: متحف الوطني للفنون الجميلة; en francés: Musée national des beaux-arts d'Alger) es un museo público localizado en la ciudad de Argel, capital de Argelia, que con sus 8.000 obras, es el museo de arte más grande de la región del Magreb y del continente africano.
El edificio, obra del arquitecto Paul Guion, fue levantado en 1927 y se inscribe en la perspectiva del Jardín de Pruebas de Hamma, en la proximidad de varios sitios destacados del patrimonio histórico de Argel como la Villa Abd-El-Tif, un palacio otomano del siglo XVII, y la cueva de Cervantes. Es un edificio de cuatro plantas de estilo art déco, con una pérgola italiana que domina un conjunto de jardines. Tiene su origen en la Sociedad de Bellas Artes, fundada en 1875 por Hippolyte Lazerges, y en el museo municipal de Argel, que se inauguró en 1908.
Posee una colección llamada "histórica", que repasa la historia del arte plástico europeo desde finales del siglo XIV, con especial hincapié en la pintura del siglo XIX. Tiene también una colección de arte orientalista desde el siglo XVIII, y otra de obras inspiradas por Argelia desde la segunda mitad del siglo XIX. Dos fondos le confieren una originalidad propia: el fondo de la Escuela de Argel, que reúne la creación artística de los pintores de origen extranjero nacidos en Argelia, y el fondo «Arte y Revolución» que presenta obras regaladas por artistas extranjeros al Estado argelino con ocasión de su independencia.
Además de pinturas, dibujos, grabados y estampas antiguas, dedica un espacio importante a la escultura, y posee colecciones de muebles antiguos y artes decorativas, cerámica, trabajos en vidrio, y una colección de numismática.